# Наследие (триптих)
«Насле́дие» — триптих народного художника России Валерия Балабанова, впервые представлен на выставке «Тысячелетие русской культуры». Центральной картиной триптиха являлась работа «Полёт Троицы», располагающимися по сторонам — картины «Пловец» и «Прожект» (левая и правая части триптиха). Триптих является одной из первых работ художника, принесших ему мировую известность.
В результате передачи автором 4 апреля 1997 года картины «Пловец» в дар воссозданному Храму Христа Спасителя триптих оказался разделен, и три его части стали самостоятельными картинами.

## История создания

### «Полёт Троицы»
Центральная картина триптиха под названием «Полёт Троицы», часто называемая в числе главных работ художника была написана Валерием Балабановым в 1988 году. Картина, заняв центральное место в триптихе, впервые показана на выставке «Тысячелетие русской культуры», проходившей в 1988 году. Композиционно она представляет собой фантастический сюжет, в котором Церковь Вознесения в Коломенском изображена космическим кораблём, взлетающем в направлении Земли, а ангелы с иконы «Троица» древнерусского иконописца Андрея Рублёва — космонавтами. Сюжетом картины «Полёт Троицы» является спуск на землю Бога Отца и Бога Сына и Бога Святого Духа, чтобы помочь человечеству в достижении веры, надежды и любви. После 1997 года картина является самостоятельной и экспонируется вне триптиха.

### «Пловец»
Левая часть триптиха под названием «Пловец» была начата Балабановым в 1976 году, и после 10 лет написания была завершена в 1986 году. Сразу же после завершения в феврале 1986 года она была представлена художником на посвященной 800-летию «Слова о полку Игореве» выставке «Памятники Отечества» в московском Центральном Доме Художника на Кузнецком мосту. Уже тогда она вызвала интерес — стала репродуцироваться в газетах и журналах. Её сюжетом являлось пророчество о воскрешении Храма Христа Спасителя на месте бассейна «Москва», который был выстроен вместо разрушенного 5 декабря 1931 года собора. 4 апреля 1997 года картина была подарена автором музею воссозданного Храма Христа Спасителя, что и послужило причиной разделения триптиха «Наследие».

### «Прожект»
Правая часть триптиха под названием «Прожект» была написана Балабановым как реакция на развитие вопроса о восстановлении в Москве Сухаревской башни. После того, как в 1982 году общественностью был поставлен вопрос о восстановлении разобранной в 1934 году башни, решение этого вопроса продвигалось медленно. В 1986 году объявлен конкурс, состоялось обсуждение десяти проектов, а в следующем году были подведены итоги, раздача премий, и проект на этом остановился. Сюжет картины и её название («Прожект») представляет собой иронию автора на решение вопроса восстановления башни с точки зрения восстановления исторического наследия. После 1997 года картина является самостоятельной и экспонируется вне триптиха.